# La Vie privée de Walter Klozett
La Vie Privée de Walter Klozett, publié en mars 1975, est le 87e roman de la série « San-Antonio », écrit par Frédéric Dard sous le nom de plume de San-Antonio  (ISBN 2265075574).
Le titre est un clin d'œil humoristique aux « water-closet ».
Le récit se déroule à Paris et sa banlieue, en Libye, en Espagne, en Suisse. San-Antonio est chargé de la filature du mystérieux Walter Klozett. À la suite d'un accident de la route, peut-être criminel, San-Antonio est grièvement blessé. Il se retrouve hospitalisé dans un mystérieux hôpital en Afrique où tout le monde l'appelle Walter Klozett. Même son collègue et ami Bérurier et sa mère Félicie, lorsqu’ils viennent le voir, ne le reconnaissent pas comme étant le commissaire San-Antonio. Qui est le narrateur ? Est-ce San-Antonio victime d'amnésie ou de folie, ou alors Walter Klozett qui se prend pour le commissaire parisien ?
Le roman a été réédité en 2011 dans le 8e volume de l'« Intégrale San-Antonio » de la collection Bouquins.

## Personnages principaux
- Personnages récurrents
  - San-Antonio : commissaire de police ; héros du roman.
  - Alexandre-Benoît Bérurier : inspecteur de police ; collègue et ami de San-Antonio.
  - Achille, dit « le Vieux » : patron du commissaire.
  - Malnourry : inspecteur de police.
  - Félicie : mère de San-Antonio.

- Personnages liés au roman
  - Walter Klozett : homme au passé mystérieux.
  - Évelyne / Jeanne : journaliste puis infirmière.
  - Yamilé : jeune femme rencontrée en Libye.
  - « Baloche » : médecin.

## Résumé

### Mise en place de l'intrigue
Chapitres 1 et 2.
Le commissaire San-Antonio et l'inspecteur Bérurier sont chargés de suivre Walter Klozett. L'homme vient de sortir de prison et a la particularité d'avoir purgé une longue peine d'emprisonnement alors qu'il n’était pas l'auteur du meurtre de son frère, comme on le croyait lors de son procès.
Walter Klozett, qui n’est pas bête, s'est rendu compte de la surveillance dont il faisait l'objet. Il n'hésite pas à aller à la rencontre des policiers et à être transporté à bord de leur véhicule. Alors que ce dernier arrive près d'une petite ville, un rouleau compresseur heurte de plein fouet la voiture. Walter Klozett est tué net et San-Antonio grièvement blessé.

### Enquête et aventures
Chapitres 3 à 22.
San-Antonio se réveille dans un hôpital. Il n'est plus en France ni même en Europe, mais en Afrique ou au Proche-Orient. Soigné dans un hôpital, il est très faible. Mais des signes irrationnels se produisent. Il est interviewé par une journaliste blonde dont il réalise vite que ce n'est pas son véritable métier. L'inspecteur Malnourry, qu'il croyait mort, vient le voir. La fausse journaliste se présente à nouveau devant lui sous l'apparence d'une infirmière. Le médecin chargé de lui (docteur « Balloche ») a un comportement étrange. Mais le plus étonnant est qu'on l'appelle « Walter Klozett » et que tout le monde pense qu’il est l’homme qu'il a vu mourir près de Paris.
Les choses s'aggravent quand, affirmant s'appeler San-Antonio et être policier français, il voit arriver à son chevet Bérurier et sa mère Félicie. Tous deux le connaissent sous l’identité de « Walter Klozett » ! 
Il s'évade de cet hôpital et découvre qu'il se trouve en Libye. Pourquoi l'a-t-on hospitalisé ici ? Il fait la connaissance d'une jeune femme, Yamilé, et de sa fille. Yamilé l'héberge quelque temps dans une maison troglodyte. Ne pouvant plus supporter cet état d'incertitude (est-il fou ? est-il amnésique ? est-il San-Antonio ou Klozett ?), il fausse la compagnie de Yamilé, vole une voiture. Il découvre alors qu'il n'est pas en Libye mais en Espagne, non loin de Malaga !
Arrêté par la police espagnole, il voit de nouveau Bérurier, qui ne reconnaît pas son ami et patron. Son état physique s'étant amélioré, il est envoyé sous bonne garde en Suisse, dans la maison de Walter Klozett, puis ramené dans l’hôpital initial. Le narrateur pense alors perdre tout espoir de savoir ce qu'il se passe : il est bien Walter Klozett et souffre de troubles neuropsychiques.

### Dénouement et révélations finales
Chapitres 23 à 25, conclusion.
Alors que le narrateur ne sait plus vraiment qui il est, Bérurier éclate et lui révèle la vérité. Le docteur « Balloche » pensait avoir découvert le moyen de soutirer des informations inconscientes à une personne qui en a croisé une autre. Or Walter Klozett avait purgé une longue peine d'emprisonnement alors qu'il n’était pas l'auteur du meurtre de son frère. Pourquoi ? il refusait de le dire. Le but était donc de faire entrer en contact Klozett avec San-Antonio et de soutirer à ce dernier les informations que son cerveau aurait inconsciemment enregistrées. La mort de Klozett était due à des agents d'un service secret étranger (probablement le Shin Beth israélien) qui cherchaient à empêcher Klozett de révéler ce qu'il savait. Le Vieux, en lien avec les services secrets français, avait lancé cette incroyable opération de manipulation psychologique : faire croire à San-Antonio, avec la complicité de Bérurier et de Félicie, qu'il était Walter Klozett afin qu'il restitue un jour ou l'autre les informations recherchées.
Dans le chapitre conclusif, San-Antonio envisage de démissionner de la police et de fonder une agence privée de détectives, dont il serait le chef et Bérurier son adjoint.

## Autour du roman
- L'ouvrage est dédié « à Émile Henocque, compagnon de mes débuts, en souvenir d'une très longue marche ».
- Le narrateur évoque le poème La Sieste de Victor Hugo : « Encore que l'invective, en amour, les grossièretés, sont en réalité des élans de tendresse. Aller au bout d'un sentiment vous fait souvent basculer dans un autre qui lui est contraire. Quand une maman a débité tous les petits noms à son bébé, elle lui en sort de vilains. Cf. V. Hugo : "Te voilà réveillé, horreur, lui dit sa mère". Ah, il en a déballé des trucs, Alexandrins le Grand. »[1].

## Description de Walter Klozett
« C'est un monsieur d'une petite cinquantaine, plutôt grand, assez svelte, avec une opulente chevelure blonde plantée bas, des yeux bleu délavé, des rides très fines, très serrées. (...) Elles sont si menues, si nombreuses, que leurs ombres forment comme des poils. Il porte un complet prince-de-Galles sombre, fatigué. Un imper peu en rapport avec sa distinction naturelle, very cradingue, lustré au col, élimé aux manches. (...) Et moi, commissaire San-Antonio, le flic le plus doué depuis Fouché, je donnerais tous les revenus de M. Boussac pour savoir à quoi pense ce digne homme. ».

## Citations
- [Au lecteur] « Va falloir passer aux explications. Je le sentais. Non à cause de lui dont la fictivité m'accommode, mais à cause de toi, pommelure. De toi, assoiffé qu'on ne parvient jamais à remplir, n'importe son débit. Le chiasse (j'écris pas "la", exprès, parce que !) dans le policemard, c'est de toujours à voir à bien expliquer : les choses, les comment, les pourquoi, tout bien, rien laisser dans l’ombre, rien omettre, battre soleil sans cesse, vu qu'on marne dans le cartésien nous autres. On se doit à la vérité qu'est incluse dans notre contrat. Bagnards éperdus, nous voilà casseurs de mots comme de cailloux, caseurs de mots, tresseurs de phrases, vanniers de sous-sous-sous littérature abjecte, polluante, dépravante, pousse au crime, cynique, ordurière, pornographique, obscène, bref commerciale. On est responsable de ce qu'on invente. Tout gag est un boomerang que tu prends sur le coin de la gueule si tu ne fais pas très rigoureusement gaffe, si t'as pas le bon réflexe d'esquive en sa fin de trajectoire. (……) Tu peux l'inventer n'importe quoi, au lecteur. Le plus incrédible, le plus suspensiel, il gobe, bien content, une vraie autruche. Glaoup ! Seulement, crois pas qu'il digère. Un ruminant, ce nœud. »[3].
- « Je cunégonde, si tu veux tout savoir. Mais par contre, cherche pas à savoir ce que signifie le verbe cunégonder, il m'est venu dès lors que j’en ai eu besoin. Le mot vrai, le mot juste, c'est pas dans les dictionnaires que tu les trouves, souventement, mais sur ta langue où ils déboulent, frais déglutis de ta machinerie pensatoire. Aussi saugrenu que ça te paraisse, je viens de cunégonder, pour l'unique fois de ma garce d'existence. Première, dernière. Cunégonder : je connaissais pas ; bah ! Ça soulage. Merci Santandetonio pour l’exemplarité. Il y a du courage à se répandre ; certaines diarrhées glorifient le chieur qui les ose. Tout ça, ils vont le dire bientôt, quand je serais né. Des, qui préparent leurs ciseaux et pot de colle pour me faire enfin une œuvre. Collages, Braque, Picasso, consorts. Je suis l'aubaine des encolleurs. L'encollé de frais. Y aura juste à attendre que ça sèche. Eh ! Vian, passe-moi les Ponge ! »[4].
- « J'ai du tangage dans la boîte à génie »[5] (équivalent de « j'ai mal à la tête »).
- « Dors-je ou lucidé-je ? »[6].
- « Les grands bavards de la création : les politicards, les avocaillons, ne feraient pas carrière s'ils présentaient leur boniment noir sur blanc. Ce sont des mecs acoustiques. D'ailleurs, ne les appelle-t-on pas « ténors » ? Ils chantent, et la badauderie imagine qu'ils pensent. Moi, je préfèrerais un instrument à cordes ou à vent pour s'exprimer. La parole est à la défense. Tu vois le Floriot dégainer une flûte de son étui et en jouer un air au prétoire ? Ou bien le Mitterrand, à la tribune, avec sa rose rouge démocratique au revers pour pas faire romantique, il pose son menton sur son violon et te mélode "Nuits de Chine, nuits câlines, nuits d'amour" à la manière de Stéphane Grappelli. Ça oui, ça serait autrement vibrant que les mots qui court-bouillonnent dans toutes les professions de foi de gauche à droite : union, justice, démocratie, social, société, socialement, nani nanère, vive la France. L'arrêt public, la raie publique, l'art est pudique, mon cul, la commode, le peuple, Françaises-Français, une invention à de Gaulle, ça : Françaises, Français ; manière de faire mouiller les mémères, bien les annexer. Avant lui, on disait Français tout court, ce qui était très français quand même. (...) Dans le culte, la balayette ! Les nanas ont fait tilt. Leurs bonhommes aussi, flattés jusqu'à l'os qu'on respectât ainsi leurs dadames, qu'on se montrât si parfaitement galant dans un pays où l'on jetait ses mégots dans les plantes vertes. »[7].
- « Je me roule dans une couvrante et me mets en position de ronflette. »[8] (équivalent de « Je me place sous la couverture et m'apprête à dormir »).
- [Au lecteur] « J'en ai ma claque de toujours te baliser le parcours ; ça te rend cossard, mon pote. T'as les méninges qui poissent. Tu le sais que ton cervelet fuit ? Non ? Ben, regarde ton oreiller au réveil. Tu crois p't-être que ça vient de ta brillantine, ces vilaines auréoles, pauvre blèche. Le prix de ce polar, c'est pas même une heure de femme de ménage au tarif syndical. Et tu voudrais que je te borde dans ta connerie, par dessus le marka ? Et quoi d'autre, encore ? Que je passe l'aspirateur ? Que je te fasse des langues fourrées ? Pommade, va ! Tu peux courir. »[9].